# Naturschutzgebiet Stauchmoräne nördlich Remplin
Koordinaten: 53° 45′ 30,6″ N, 12° 42′ 50,2″ O

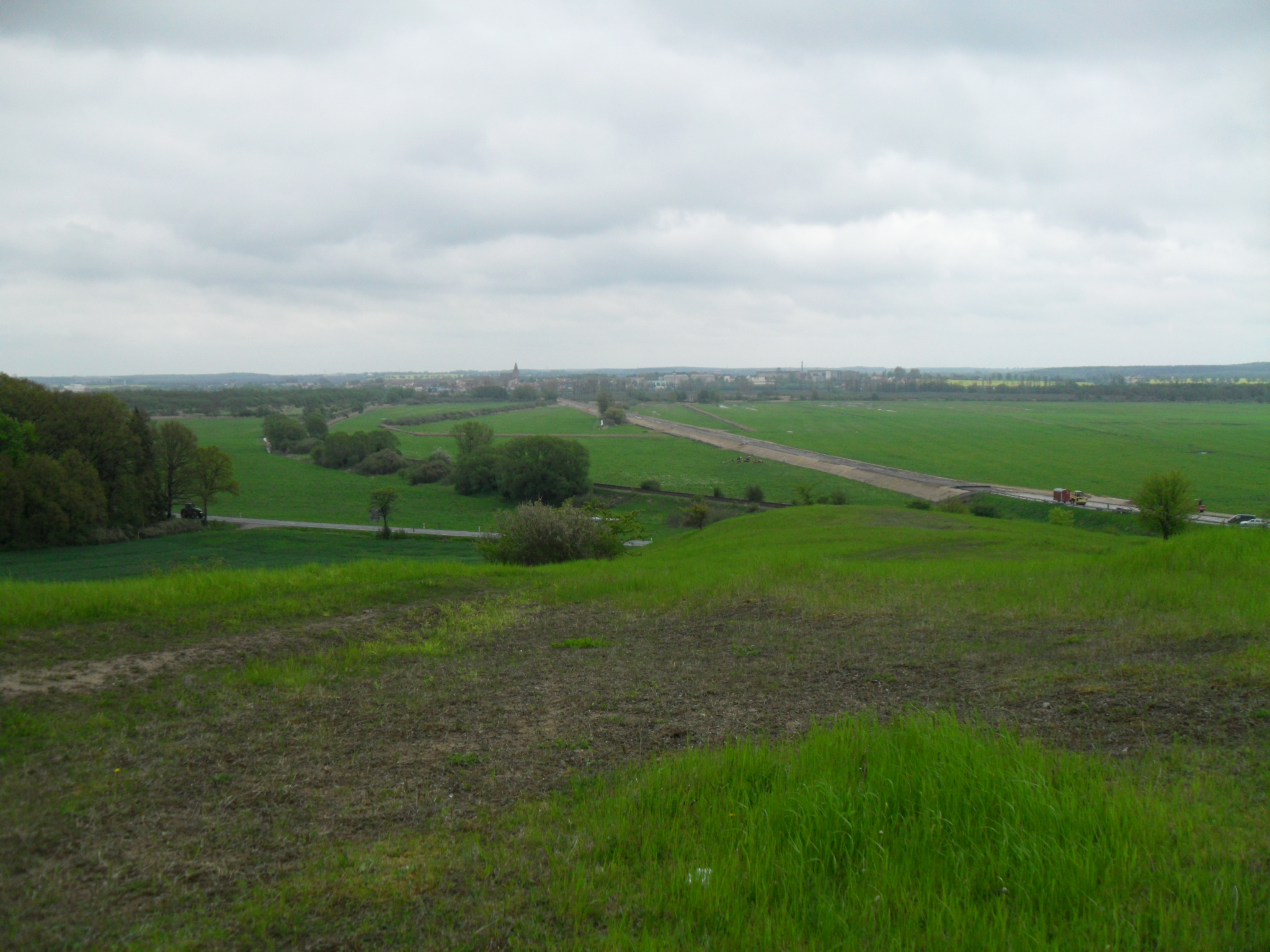
Blick vom Bornberg Richtung Malchin

Das Naturschutzgebiet Stauchmoräne nördlich Remplin ist ein Naturschutzgebiet in der Mecklenburgischen Schweiz in Mecklenburg-Vorpommern. Es umfasst 150 Hektar und grenzt unmittelbar an die Ortschaft Remplin. Die gesetzliche Ausweisung erfolgte am 21. Oktober 1981 mit dem Ziel, wärmeliebende Magerrasen, Gebüsche und Wälder auf einer kalkhaltigen südexponierten Endmoräne zu schützen und zu erhalten.
Das Naturschutzgebiet ist Bestandteil des FFH-Gebietes Stauchmoräne nördlich von Remplin. Der Gebietszustand wird als befriedigend eingestuft. Nährstoffeinträge ziehen Ruderalfluren nach sich, welche die ursprüngliche Vegetation verdrängen. Das Gebiet kann auf mehreren Wegen betreten werden.

## Geschichte
Die heutigen Schutzgebietsfläche entstand vor über 13.000 Jahren durch formende Prozesse der letzten Eiszeit, als mindestens drei Gletschervorstößen der Weichselvereisung (zwei Vorstöße des Pommerschen Stadiums und ein Vorstoß der Rosenthaler Staffel) das Hochland überformten und die gestauchte Endmoräne hinterließen. Der Moränenzug erreicht hier Höhen von 70 m ü. NN und fällt stark geneigt nach Süd-Süd-Ost in Richtung des Malchiner Beckens ab. Drei Erhebungen prägen das Gebiet; der Mühlenberg, der Saalenberg und der Bornberg.
Der Bornberg im Osten des Höhenzuges diente im frühen Mittelalter den Slawen als Standort einer Fluchtburg. Menschliche Nutzung ist eng an die Entwicklung des Ortes Remplin und die Adelsfamilie Hahn gekoppelt – seit dem Mittelalter erfolgte Land- und Forstwirtschaft. Auf den südexponierten Hängen des Mühlenbergs gelang Weinanbau.

## Pflanzen- und Tierwelt
Die Magerrasen an den Waldrändern weisen wärmeliebende Pflanzen auf wie Großblütige Braunelle, Großer Ehrenpreis, Fieder-Zwenke und Steppen-Lieschgras. Diese Arten finden hier seltene westliche Vorposten ihrer eigentlich kontinentalen Verbreitung. Auf den Ackerflächen kommen Ackerröte, Glanz-Ehrenpreis, Kleine Wolfsmilch, Kleiner Orant und Acker-Hohlzahn vor.